# Bakerella grisea
Bakerella grisea là một loài thực vật có hoa trong họ Loranthaceae. Loài này được (Scott-Elliot) Balle mô tả khoa học đầu tiên năm 1964.